# Waldemar Hellgren
Magnus Waldemar Hellgren, född 27 september 1887 i Karlskrona, död 12 maj 1982 i Stockholm, var en svensk företagare.
Waldemar Hellgren var son till fängelsedirektören Theodor Martin Hellgren. Efter mogenhetsexamen i Karlskrona 1905 blev han elev vid Tekniska högskolan och utexaminerades 1908 från dess avdelning för kemisk teknologi. Hellgren var konstruktör vid Karlstads Mekaniska Verkstad 1910–1911 och assistent vid Tekniska högskolans materialprovningsanstalt 1911–1913, där han sysslade med pappers- och cellulosaundersökningar. 1913 anställdes Hellgren vid Korsnäs sågverks AB:s sulfatfabriksbygge vid Karskär, Gävle, och var från 1915 driftschef vid fabriken till 1917, då han blev överingenjör vid Bamble cellulose-fabrik i Norge. Han var 1918–1924 driftschef vid Skoghallsverkens sulfatfabrik, blev 1925 överingenjör och platschef vid de Uddeholms AB tillhöriga Skoghallsverken och var från 1944 teknisk direktör där. Som en av Sveriges mer framträdande cellulosaingenjörer var Hellgren verksam inom olika facksammanslutningar. Inom Värmländska ingenjörsföreningen var han från 1925 skattmästare och från 1933 sekreterare. Han var ledamot av styrelsen för Svenska pappers- och cellulosaingenjörsföreningen, i Centralbolaget för kemiska industrier AB, i Sveriges kemiska industrikontor och i Mellersta och norra Sveriges ångpanneförening. Som styrelsemedlem i Cellulosaindustrins centrallaboratorium främjade han forskningsarbetet inom sitt område. Hellgren blev 1943 ledamot av Kungliga Ingenjörsvetenskapsakademien.